# Rab (ilha)
Rab (em italiano: Arbe; em alemão: Arbey) é uma ilha localizada na costa norte da Croácia, no mar Adriático, no condado de Primorje-Gorski Kotar.
A ilha tem 22 quilômetros de comprimento, e uma área de 93,6 km², e possui 9.480 habitantes. Seu ponto mais alto é o monte Kamenjak, com 408 metros de altitude. 
Todo o lado nordeste da ilha é árido, carste, enquanto o lado sudoeste é coberto por uma das últimas florestas de carvalho do Mediterrâneo.
Diversas balsas ligam a ilha de Rab com o porto continental de Jablanac, além das ilhas vizinhas de Krk e Pag.